# Klamár Gyula
Klamár Gyula (Kolozsvár, 1906. szeptember 7. – Bécs, 1979. december 6.) magyar újságíró, lapszerkesztő. Az 1956 utáni emigráns magyar újságírás kiemelkedő alakja.

## Életpályája

### 1945 előtt
Katolikus családban született, apja Klamár Vilmos (1867-1937) a Magyar Államvasutaknál volt főművezető, anyja Bolgáry Ilona. A házaspár öt fiúgyermeket nevelt fel, a gyermekek közt Klamár Gyula volt a negyedik fiú. Az apa négy évtizedet (1887-1927) dolgozott a MÁV-nál, két állomáshelyen töltötte le szolgálati idejét, Kolozsváron, majd Pécsett. Klamár Gyula gyermek- és ifjú évei ezekben a városokban teltek, Pécsett tett kereskedelmi érettségit. 1927-ben apja nyugalomba vonult, s Szegedre költözött a család, ekkor kezdődött el Klamár Gyula újságírói pályafutása.
Már kora ifjúságától újságírónak készült, de itt Szegeden lett hivatásos újságíró, 1928. szeptemberében belépett a baloldali Délmagyarországhoz, amelyet ekkor Pásztor József szerkesztett. Együtt volt a még Frank József által összehozott nagy csapat: Pásztor József, Magyar László, Lengyel Vilma, Vér György, Gábor Arnold, Nagy Sándor, Juhász Gyula, ebbe a csapatba került be Klamár Gyula. Móra Ferenc is a szerkesztőséghez tartozott, s külső munkatársként Dettre János, Tonelli Sándor, továbbá a kiadóhivatal vezetője, Ligeti Jenő is gyakran írt a lapba. Ebben a jeles csapatban Klamár Gyulának csak a bűnügyi riportok megírásának feladata maradt, amely fontos az olvasóközönségnek, de a hírlapírás szempontjából kevésbé rangos. A bűnügyi rovat szerkesztése mindazonáltal pontosságra, tárgyszerűségre és széles körű tájékozódásra késztette, mindemellett óvhatatlanul is jó néhány sajtóper sújtotta, volt alkalma megtapasztalni az újságírói élet nehézségeit.
Klamár Gyulát a kultúra és a közélet legkülönbözőbb területei is érdekelték, ezért kapcsolódott be a Magyar László által szerkesztett Homokóra című kulturális hetilap írásába és szerkesztésébe. 1937-ben Magyar Lászlóval közösen írt egy Szeged útikönyvet is. Ha lehetősége volt rá, akkor a Délmagyarországban is írt nemcsak a bűnügyi rovatba. Klamár Gyula 1938. október 1-ig maradt a Délmagyarországnál. Pesti újsághoz került, az Esti Kurírhoz, majd 1939 elejétől a Kis Újság és a Hétfő Reggel című lapok belső munkatársa lett a német megszállásig. Ezek a lapok náciellenesek voltak, természetesen maga Klamár Gyula is. E miatt a Gestapo elől bujkálnia kellett egészen a háború végéig.

### 1945 után
A második világháború után a Független Kisgazdapárt tagjaként a párt országos sajtófőnöke, majd a párt lapjának, az újra indított Kis Újságnak a szerkesztője lett, a Föld Népe Lapkiadó Kft. Klamár Gyulát szerkesztői állásában határozatlan időre nevezte ki. 1946-ban a Magyar Nemzetbe is írt. A Kis Újságnál 1952. június 30-ig maradt. Ezt követően a Csillagnál, majd a Magyar Nemzetnél dolgozott. A Rákosi-rendszerrel nem tudott megbékélni, s ennek hangot is adott, politikai konfliktusokba keveredett, 1953-ban már el is ítélték másfélévi börtönbüntetésre, amelyet csak büntetlen előéletére való tekintettel függesztettek fel. 1953-ban kizárták az Újságíró Szövetségből, 1953-1956-ig nem publikálhatott.
Az 1956-os forradalom alatt újjászervezte a kisgazdapárt lapját, s Futó Dezső névleges főszerkesztése mellett szerkesztette és írta a lapot október 31-től november 4-ig, főmunkatársa Kalmár-Marton Ferenc volt.
A forradalom bukása után még itthon maradt egy ideig, 1957. június 30-ig az Újítók Lapjánál dolgozott tördelőszerkesztői beosztásban. A megtorlás légkörében ő is az emigráció mellett döntött, feleségével, Heitner Máriával és kisfiával kimenekült az országból. Bécsben telepedett le. Viszonylag sok magyar emigráns élt már Bécsben, 1957. január 11-től Bécsi Magyar Híradó címmel magyar nyelvű lap is indult. E lapnak lett munkatársa Klamár, időközben Fóti Józseffel megvásárolta a lapot az osztrák tulajdonostól, 1962/10. számtól a címet lerövidítették Magyar Híradóra, ekkortól Klamár szerkesztésében és a Bécsi Magyar Hírlapírók Köre kiadásában jelent meg. A lap 1962-től havonta egyszer jelent meg, Klamár egyedül írta és szerkesztette, de gyakran jeles személyek csatlakoztak hozzá alkalmi munkatársnak, köztük Cs. Szabó László, Határ Győző, Hanák Tibor, Gosztonyi Péter, Kibédi Varga Áron.
Ausztriai magyar emigránsok közt élt és tartotta a kapcsolatot az Ausztrián kívül élő nyugati emigrációval is, s követte a budapesti híreket. Az 1970-es években találkozott Borbándi Gyulával, Kovács Imrével, gróf Révay Istvánnal, Varga Bélával.
Klamár szépirodalmi műveket is írt, s más emigráns lapokban is publikált, például a müncheni Új Látóhatárban, s más földrészek emigráns magyar lapjaiban, Amerikai Magyar Népszava, Amerikai Magyar Világ, Argentínai Magyar Újság, Délamerikai Magyar Újság (Buenos Aires), Délamerikai Magyarság, Független Magyarország, Izraeli Futár, Új Világ, de ezek mellett mindenekelőtt fő műve a Magyar Híradó lett, amelyet rendszeresen írt és szerkesztett figyelemmel a magyarországi belső életre és a nyugati emigráns magyarokra. A nyugati emigrációban sokan olvasták lapját. Kabdebó Tamás 1976-os felmérése szerint a Magyar Híradó az emigrációban írott lapok élvonalában állt, a Nemzetőr, az Irodalmi Újság és az Új Látóhatár után a negyedik legolvasottabb lap volt. Klamár Gyula haláláig szerkesztette a Magyar Híradót, 1979. december 30-án halt meg szívinfarktusban. Klamár halálával megszűnt a lap, régi barátai, tisztelői, munkatársai még egyetlen számot jelentettek meg 1980. január 1-jén. E számban Klamár Gyula érdemeit méltatta Hanák Tibor, Határ Győző, Gosztonyi Péter, Juhász Sári színésznő (Klamár első felesége), Vándor Györgyi író, újságíró. A BBC magyar adása is nekrológgal búcsúztatta.

## Kötetei
- Pécsi fejek / szerk. Zsadányi Oszkár, Klamár Gyula. Pécs : Pécsi Ny., 1928. [120] p.
- Szeged útikönyv.[2] Magyar Lászlóval. Szeged : Délmagyarország, 1937. (Album alakú képes füzet.)
- Ivan der Schreckliche und andere Erzählungen aus den Volksdemokratien[3] / Gyula Klamár ; [übers. von Lajos v. Horváth, Illa Kovarik und Tibor Simányi]. Wien : Ars Hungarica, 1960. 152 p.

## Álnevei
Mint újságíró számos álnevet használt: (ár); (k.gy.); (K-r); Kézai Simon; (K.Gy.); K.Gy.